# Дутка-Жаворонкова Вікторія Валеріївна
Вікто́рія Вале́ріївна Ду́тка-Жа́воронкова (нар. 28 листопада 1965, Вижниця) — українська художниця текстилю і мистецтвознавець, кандидат мистецтвознавства з 2007 року; член Спілки дизайнерів України.

## Біографія
Народилася 28 листопада 1965 року у місті Вижниці Чернівецької області (нині Україна). Дочка художника Валерія Жаворонкова. 1985 року закінчила Вижницьке училище декоративно-прикладного мистецтва; 1990 року — Львівський інститут прикладного мистецтва. Дипломна робота — гобелен «Роксолана» (керівник Олег Мінько, оцінка — добре).
Обіймає посаду завідувача кафедри художнього текстилю Косівського державного інституту прикладного та декоративного мистецтва. 2007 року в Львівській національній академії мистецтв захистила кандидатську дисертацію на тему: «Килим Північної Буковини XX століття: традиції та новаторство» .
Мешкає у Косові в будинку на вулиці Міцкевича, № 2.

## Творчість і наукова діяльність
Працює у галузі художнього текстилю. Авторка гобеленів: «Добрий день» (2000), «Великдень» (2001), «Вечеря» (2001), «Передчуття весни» (2002). Учасниця багатьох виставок.
Праці
- «До історії розвитку гуцульського килимарства» (Освітянський вісник. — Косів, 2000, 30 жовтня);
- «Ганна Вінтоняк — феномен творчої особистості», «Мистецькі пленери як форма стимулювання розвитку народного ткацтва на Косівщині» (обидві у «Мистецькі студії'02: проблеми, дослідження, постаті». — Косів, 2002).

Організаторка виставок «куриленківських» килимів (1992, 1996, 1999, 2002), конференцій з історії та проблем гуцульського художнього ткацтва.